# Fiscalité incitative
La fiscalité incitative consiste à utiliser le nécessaire prélèvement de l'impôt pour encourager des comportements jugés comme bons tels que la recherche et l'innovation, la diminution des pollutions au niveau des entreprises… Ce mécanisme est aussi utilisé pour les particuliers en incitant aux économies d'énergie, aux énergies renouvelables...
Certaines applications de ce principe sont plus critiquées comme la fiscalisation différée du système de retraite par capitalisation (qui place donc ce système à égalité de traitement fiscal avec la répartition) en France ou des aides aux véhicules de grosse cylindrée (pour stimuler la consommation) aux États-Unis.